# Horst Sturm

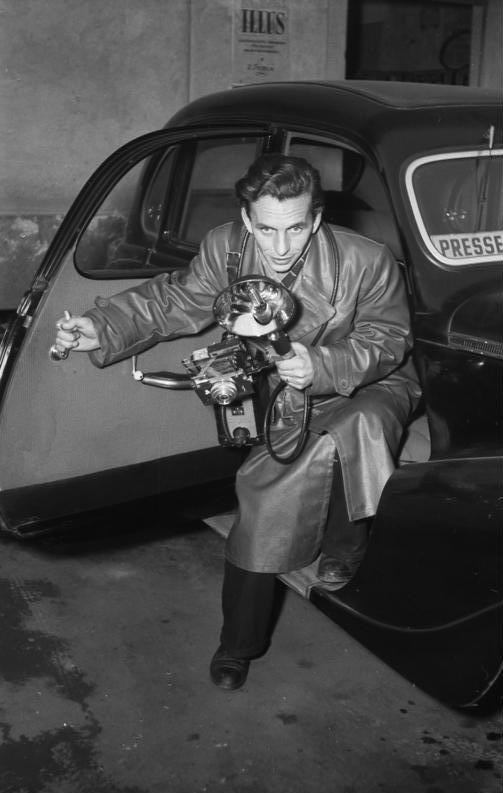
Horst Sturm, 1951

Horst Sturm (* 13. Mai 1923 in Geltow; † 22. Dezember 2015 in Berlin) war ein deutscher Fotograf, langjähriger Bildreporter der Agentur Allgemeiner Deutscher Nachrichtendienst (ADN) und einer der erfolgreichsten Fotoreporter der DDR.

## Leben
Sturm bekam von seinen Eltern zum elften Geburtstag seine erste Kamera geschenkt und machte nach der Schule eine Ausbildung zum Reprofotografen.
Am Zweiten Weltkrieg nahm er als Signalgast bei einer Minenräumdivision der Kriegsmarine teil. Nachdem die Mannschaft seines Bootes kurz vor Kriegsende sich weigerte, „Bremerhaven zu verlassen“, wurden alle vom Militärgericht unter dem Vorsitz von Hans Filbinger zum Tod verurteilt. Aufgrund des sowjetischen Vetos nach Kriegsende wurden die Strafen herabgesetzt; Sturm musste eine einjährige Haftstrafe absitzen.

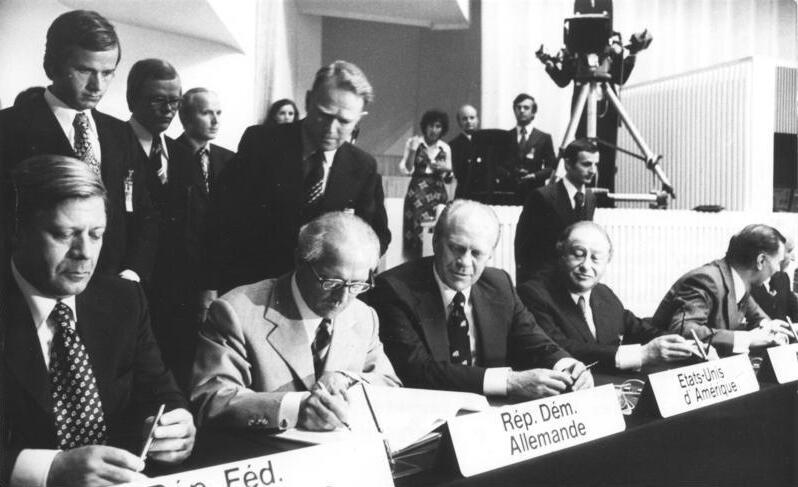
Helsinki, 1. August 1975:
Helmut Schmidt, Erich Honecker, Gerald Ford und Bruno Kreisky unterzeichnen das KSZE-Abschlussdokument.

Nach seiner Haft kehrte er zurück nach Berlin, wo er ab 1949 selbstständig mit dem Fotografieren bedeutender Ereignisse begann und einige Fotografien in Zeitungen veröffentlichen konnte. Entdeckt wurde er von Eugen Heiligs Sohn Walter Heilig. Eugen Heilig leitete damals den Illus-Bilderdienst (Illus: Illustrations-Zentrale für Presse, Buch und Werbung; später Zentrale Bildstelle, kurz Zentral-Bild GmbH; aufgegangen im ADN). Berühmt wurde Sturms Foto von der Unterzeichnung der Schlussakte von Helsinki mit Erich Honecker, Helmut Schmidt, Gerald Ford und Bruno Kreisky.
Er war 1965 Mitbegründer der bis 1969 bestehenden 21-köpfigen Fotografengruppe SIGNUM. Sturm bildete viele Fotografen und Fotografinnen aus, die ihn liebevoll „Käpt’n“ nannten.

## Ehrungen (Auswahl)
1951 erhielt Sturm, bereits Bildberichterstatter des Illus-Bilderdienstes, am „Tag der Aktivisten“ das Ehrenzeichen "Für ausgezeichnete Leistungen". 1964 erhielt er das fotografische Ehrendiplom. Als Anerkennung für sein Lebenswerk wurde ihm 2010 die Ehrenmitgliedschaft des Bundesverbandes der Arbeiterfotografie e.V. verliehen und ihm eine Sonderausgabe der Reihe Arbeiterfotografie des Erich Weiß Verlags gewidmet.

## Ausstellungen (Auswahl)
- 1985: „Frühe Jahre, Fotografien von Gerhard Kiesling, Alfred Paszkowiak, Horst Sturm“, Galerie Comenius, Kulturbund der DDR, Stadtleitung Dresden
- 1988: „Horst Sturm, Pressefotografie“, Fotogalerie Friedrichshain
- 2010: „So hab’ ich das gesehen“, Gut Geisendorf[5]
- 2010: „60 Jahre engagierter Bildjournalismus: 1950–2010“, in Zusammenarbeit mit dem Bundesverband Arbeiterfotografie, Junge Welt-Ladengalerie[5]